# NGC 7371
NGC 7371 (другие обозначения — PGC 69677, MCG -2-58-1, NPM1G -11.0516) — галактика в созвездии Водолей.
Этот объект входит в число перечисленных в оригинальной редакции «Нового общего каталога».